# Tổng tuyển cử Indonesia 2019
Các cuộc tổng tuyển cử được tổ chức tại Indonesia vào ngày 17 tháng 4 năm 2019. Lần đầu tiên trong lịch sử của đất nước, tổng thống, phó tổng thống, thành viên của Hội nghị Hiệp thương Nhân dân (MPR), và các thành viên của các cơ quan lập pháp địa phương đã được bầu vào cùng ngày với hơn 190 triệu cử tri đủ điều kiện bỏ phiếu. Mười sáu đảng đã tham gia cuộc bầu cử toàn quốc, bao gồm bốn đảng mới.
Cuộc bầu cử tổng thống, lần thứ tư trong lịch sử của đất nước, đã sử dụng một hệ thống trực tiếp,  đa số đơn giản, với đương kim Tổng thống Indonesia Joko Widodo, được gọi là Jokowi liên minh cùng giáo sĩ hồi giáo Ma'ruf Amin, đối thủ của họ là tướng Prawobo Subianto và cựu phó thống đốc Jakarta Sandiaga Uno. Cuộc bầu cử nhằm tìm ra tổng thống Indonesia trong nhiệm kỳ năm năm từ 2019 đến 2024. Cuộc bầu cử được coi là màn tái đấu cho cuộc bầu cử tổng thống Indonesia 2014, trong đó Widodo đã đánh bại Subianto. Cuộc bầu cử lập pháp, là cuộc bầu cử lần thứ 12 như vậy đối với Indonesia, đã chứng kiến hơn 240.000 ứng cử viên tranh cử hơn 20.000 ghế trong MPR và các hội đồng địa phương cho các tỉnh và thành phố / chế độ, với hơn 8.000 người tranh cử Hội đồng Đại diện Nhân dân (DPR) chỗ ngồi một mình. Cuộc bầu cử được mô tả là "một trong những lá phiếu một ngày phức tạp nhất trong lịch sử toàn cầu".
Vào ngày 21 tháng 5 năm 2019, Ủy ban bầu cử tổng hợp tuyên bố Jokowi và Amin là người chiến thắng trong cuộc bầu cử tổng thống, đã bảo đảm hơn 55% số phiếu với hơn 85 triệu phiếu bầu. Đồng thời, Widodo PDI-P đã hoàn thành đầu tiên trong cuộc bầu cử Hội đồng đại diện nhân dân (DPR) với 19,33%, tiếp theo là Gerindra với tỷ lệ 12,57%. Các đảng hàng đầu tiếp theo theo số phiếu bầu là Golkar, Đảng Thức tỉnh quốc gia (PKB), Đảng Nasdem và Đảng Công lý Thịnh vượng (PKS).
Sau cuộc bầu cử, đã xuất hiện hơn 7 triệu nhân viên bầu cử, 569 người đã chết trong quá trình bỏ phiếu và kiểm đếm kéo dài. Đội ngũ chiến dịch của Bohowo tuyên bố những cái chết bằng cách nào đó có liên quan đến gian lận gây bất lợi cho ông. Tính đến ngày 9 tháng 5 năm 2019, ủy ban bầu cử (KPU) cho biết người chết bao gồm 456 sĩ quan bầu cử, 91 nhân viên giám sát và 22 sĩ quan cảnh sát.

## Bối cảnh
Cuộc bầu cử ở Indonesia trước đây được tổ chức riêng biệt, với luật bầu cử năm 2008 quy định rằng cuộc bầu cử tổng thống và lập pháp được tổ chức ít nhất ba tháng cách nhau. Tuy nhiên, sau một vụ kiện năm 2013 Tòa án hiến pháp, đã quyết định rằng cuộc bầu cử năm 2019 - sẽ là cuộc bầu cử lập pháp lần thứ 12 và cuộc bầu cử tổng thống lần thứ 4 - sẽ được tổ chức đồng thời. Mục đích đã nêu của cuộc bầu cử đồng thời là giảm chi phí liên quan và giảm thiểu chính trị giao dịch, bên cạnh việc tăng cử tri đi bầu cử.
Trong bầu cử tổng thống 2014, thống đốc Jakarta Joko Widodo đã đánh bại cựu tướng Mitchowo Subianto để trở thành [tổng thống Indonesia] thứ bảy. Mặc dù ban đầu có chính phủ thiểu số, Jokowi sau đó đã xoay xở để bảo đảm sự hỗ trợ của Golkar và Đảng phát triển thống nhất, cho phép ông kiểm soát cơ quan lập pháp. Trong bầu cử lập pháp cùng năm, cựu đảng đối lập PDI-P đã cố gắng giành được phần lớn nhất trong DPR, trước Golkar và Gerindra.

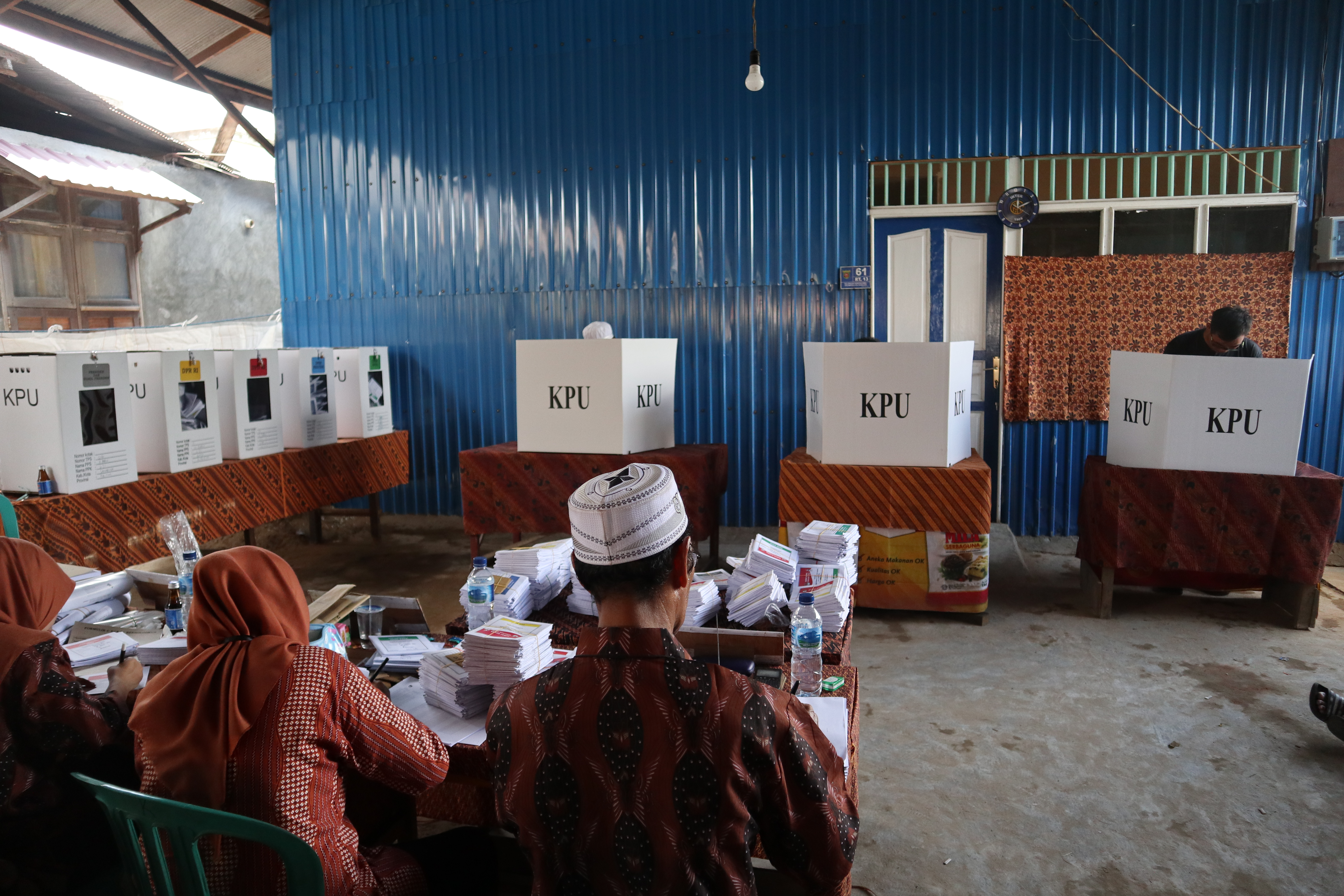
Bỏ phiếu bầu cử tại Samarinda, Đông Kalimantan

Mặc dù có kế hoạch giới thiệu bỏ phiếu điện tử, DPR vào tháng 3 năm 2017 tuyên bố sẽ không bắt buộc bỏ phiếu điện tử trong cuộc bầu cử năm 2019 vì lo ngại hack và vì thiếu phủ sóng internet trên toàn quốc. Vào ngày 7 tháng 4 năm 2017, Ủy ban bầu cử tổng hợp (KPU), Cơ quan giám sát bầu cử (Bawaslu) và Bộ Nội vụ đã tổ chức một cuộc họp với ủy ban đặc biệt của Hội đồng đại diện nhân dân để thảo luận dự thảo luật liên quan đến cuộc bầu cử năm 2019. Chủ tịch ủy ban đặc biệt của Hạ viện cân nhắc dự luật, Lukman Edy, đã tuyên bố vào ngày 25 tháng 4 năm 2017 rằng Thứ Tư, ngày 17 tháng 4 năm 2019, đã được thống nhất là ngày bầu cử.
Đề cử của các ứng cử viên cho các cơ quan lập pháp quốc gia và khu vực cũng như các ứng cử viên cho tổng thống và phó tổng thống đã được hoàn thành vào tháng 9 năm 2018. Thời gian chiến dịch là từ ngày 13 tháng 10 năm 2018 đến ngày 13 tháng 4 năm 2019 sau đó là ba ngày ngày bỏ phiếu vào ngày 17 tháng Tư. Kết quả cuối cùng sẽ được công bố vào ngày 22 tháng 5. Lễ nhậm chức của tổng thống và phó chủ tịch dự kiến vào Chủ nhật, ngày 20 tháng 10 năm 2019.